# Traisen (település, Ausztria)
Traisen osztrák mezőváros Alsó-Ausztria Lilienfeldi járásában. 2019 januárjában 3416 lakosa volt.

## Elhelyezkedése

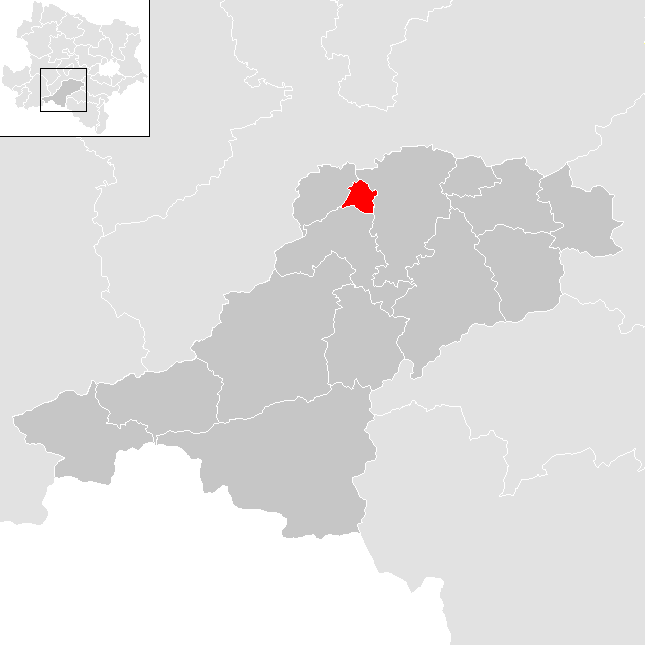
Traisen a Lilienfeldi járásban

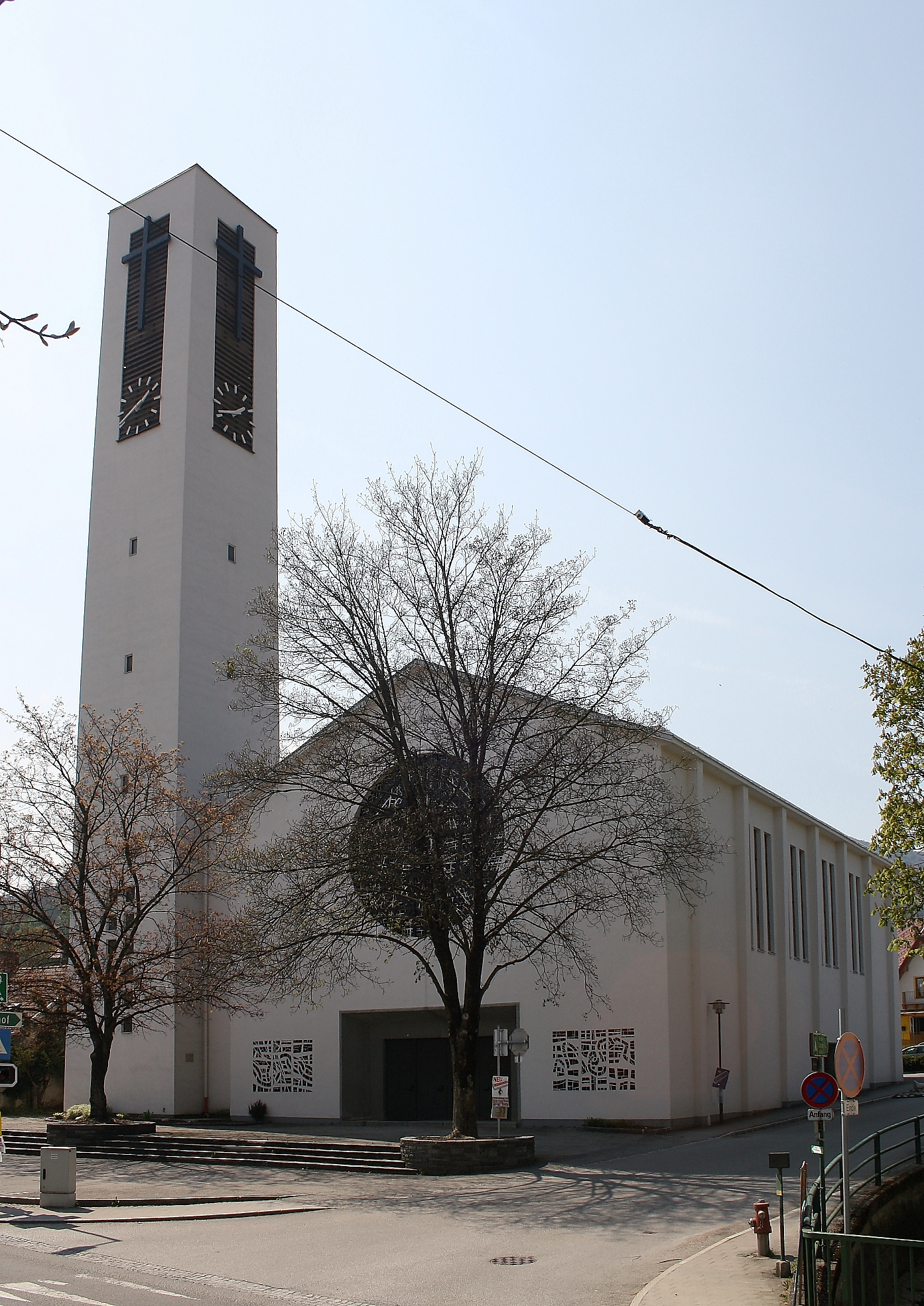
A Megváltó-plébániatemplom

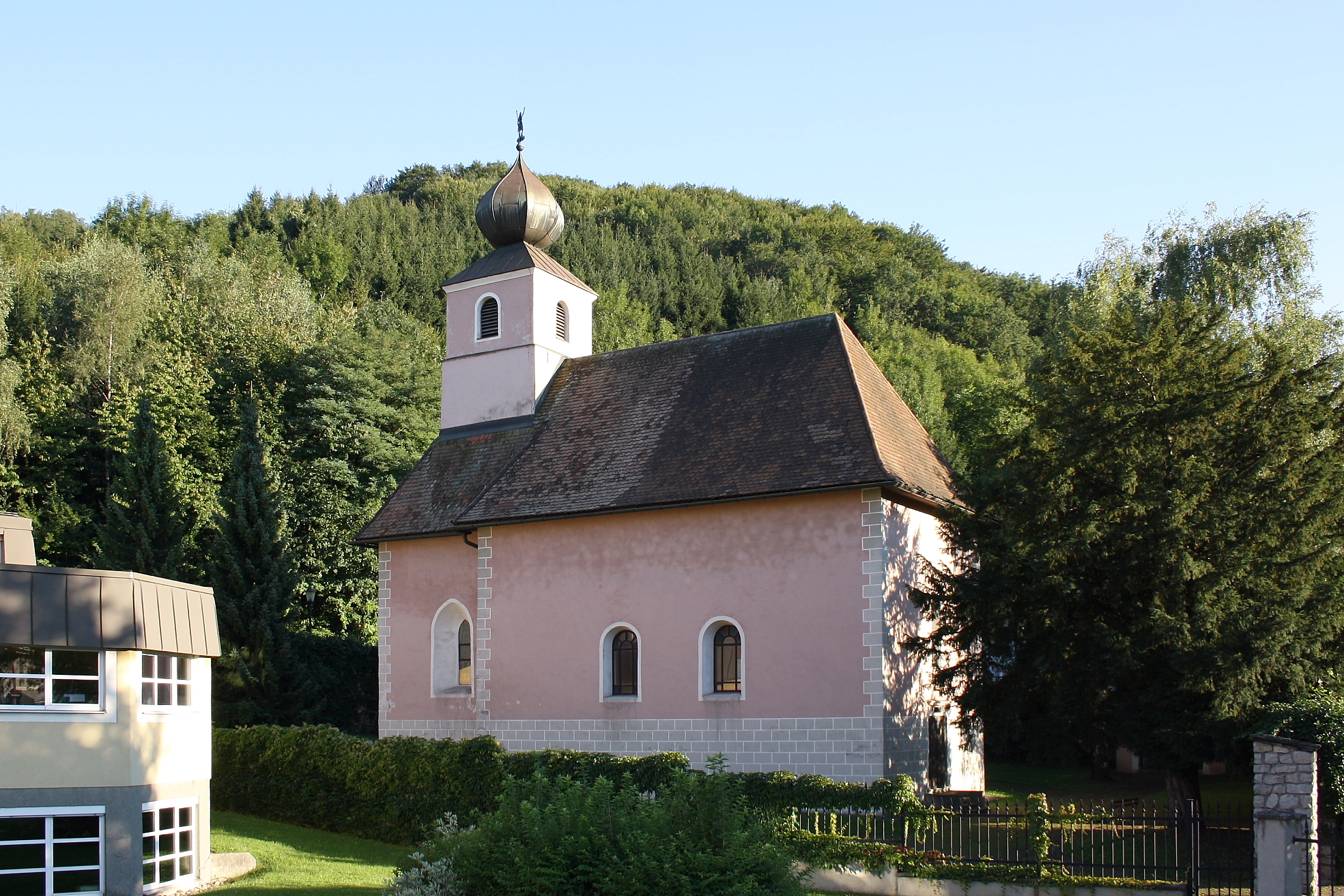
A Keresztelő Szt. János-templom

Traisen a tartomány Mostviertel régiójában fekszik a Gutensteini-Alpok, a Türnitzi-Alpok és a Bécsi-erdő által közrefogott medencében, a Traisen és a Gölsen folyók találkozásánál. Területének kb. harmada erdő. Az önkormányzat egyetlen katasztrális községből áll.  
A környező önkormányzatok: keletre Sankt Veit an der Gölsen, délnyugatra Lilienfeld, északnyugatra Eschenau.  

## Története
Traisen vidéke a 11. században hozományként került az osztrák őrgrófságtól a stájer őrgrófsághoz, amikor II. Lipót lánya, Elisabeth feleségül ment II. Ottokárhoz. Traisent először 1083-ban említik a göttweigi apátság alapítólevelében. Templomát a 12. század közepén építették és egyházközségéhez tartozott Lilienfeld is, az ottani kolostor megalapításáig. A kolostor aztán fokozatosan megszerezte a traiseni földbirtokokat, sőt 1551-re addig független egyházközségét beolvasztották Lilienfeldbe. Bécs második, 1683-as ostromakor a törökök felégették a települést, templomával együtt. 
1791-ben Traisenben 22 házat és 150 lakost számláltak össze. 1833-ban a svájci Georg Fischer megvásárolt egy vashámort, ahol fivére később továbbfejlesztett és kovácsoltvas szerelvényeket gyártott benne. Az üzem 1870-re már száz munkást foglalkoztatott. 1877-ben a St. Pölten-Hainfeld vasút elkészültével Traisen is becsatlakozik a vasúti hálózatba. Az üzem az első világháborúban jelentősen felfuttatta termelését, 6000-en dolgoztak benne; a háború után azonban majdnem tönkrement és az alkalmazottak száma 300-ra esett vissza. 
1926-ban a több mint 3 ezresre duzzadt település megkapta a mezővárosi státuszt. A második világháború végén, 1945 április 19 és május 8 között a német és szovjet hadsereg súlyos harcokat vívott Traisennél, amelyben mintegy 30 civil, 90 német és 100 szovjet katona halt meg, 4 német és 13 szovjet tankot lőttek ki és 40 ház teljesen megsemmisült, számos másik pedig súlyos károkat szenvedett. A mezőváros összesen 170 főt vesztett a háború során.   
1997-ben a Traisen folyó árvize 130 millió schillinges kárt okozott a mezővárosban, emberéletben nem esett kár. 

## Lakosság
A traiseni önkormányzat területén 2019 januárjában 3416 fő élt. A lakosságszám 2001-ben érte el a csúcspontját 3649 fővel, azóta némi csökkenés tapasztalható. 2017-ben a helybeliek 82,4%-a volt osztrák állampolgár; a külföldiek közül 0,6% a régi (2004 előtti), 5,1% az új EU-tagállamokból érkezett. 8,8% a volt Jugoszlávia (Szlovénia és Horvátország nélkül) vagy Törökország, 3,1% egyéb országok polgára volt. 2001-ben a lakosok 57,6%-a római katolikusnak, 7% evangélikusnak, 1,9% ortodoxnak, 9,4% mohamedánnak, 22,7% pedig felekezeten kívülinek vallotta magát. Ugyanekkor 15 magyar élt a mezővárosban; a legnagyobb nemzetiségi csoportot a német (86,2%) mellett a törökök (4,9%), a horvátok (1,9%) és a szerbek (1,3%) alkották.
A népesség változása:

| 2016 | 3 532 |
| 2018 | 3 453 |

## Látnivalók
- a Jézus Krisztus a világ Megváltója-plébániatemplom 1962-ben épült
- a Keresztelő Szt. János-templom

## Híres traiseniek
- Rupert Hollaus (1931–1954), világbajnok motorversenyző

## Fordítás
- Ez a szócikk részben vagy egészben  a   Traisen (Niederösterreich) című német Wikipédia-szócikk ezen változatának fordításán alapul.  Az eredeti cikk szerkesztőit annak laptörténete sorolja fel. Ez a jelzés csupán a megfogalmazás eredetét és a szerzői jogokat jelzi, nem szolgál a cikkben szereplő információk forrásmegjelöléseként.